# Carlos Condit
Carlos Joseph Condit (Albuquerque, 26 de abril de 1984) é um lutador norte-americano de artes marciais mistas. Atualmente luta pelo Ultimate Fighting Championship na categoria de peso meio-médio. Condit já foi campeão interino peso meio-médio do UFC e o último campeão do extinto World Extreme Cagefighting.

## As artes marciais mistas

### Infância
Condit se formou na Cibola High School, localizada no oeste de Albuquerque. 

### Antecedentes e Formação
Condit anteriormente lutou no World Extreme Cagefighting (WEC), onde foi o campeão meio-médio do WEC. Ele também competiu no Shootboxing e no Pancrase no Japão.
Condit agora treina na Jackson's Submission Fighting em Albuquerque, NM.

### World Extreme Cagefighting
Condit fez sua estreia para o WEC no WEC 25, onde ele derrotou Kyle Jensen no primeiro round por finalização (mata-leão). A segunda luta de Condit seria para a vaga Cinturão Welterweight do WEC contra John Alessio no WEC 26. Condit venceu essa luta no segundo round, mais uma vez, por mata-leão e se tornou o campeão dos médios do WEC. 
Condit, então, defendeu o título contra o Brock Larson no WEC 29 e Carlo Prater no WEC 32, derrotando ambos por finalização no primeiro round. A sua última defesa seria contra Hiromitsu Miura no WEC 35. A luta acabou por nocaute técnico no quarto round, ganhando o prêmio de Luta da Noite, o que significa que Condit seria o último campeão Welterweight do WEC antes do UFC dissolver o título e a divisão.  O registro Condit no WEC iria acabar em um 5-0 perfeito.

### Transição para o UFC
Condit faria a mudança para o UFC após a compra do WEC e ele fez sua estréia na organização Ultimate Fighting Championship, perdendo por uma decisão dividida contra Martin Kampmann no UFC Fight Night 18. Ele foi então designado para lutar com Chris Lytle em 16 de setembro de 2009, no UFC Fight Night 19, mas Lytle teve de abandonar devido a uma lesão no joelho. Então o UFC colocou o recém-chegado Jake Ellenberger como substituto. Condit derrotou Ellenberger por decisão dividida para obter sua primeira vitória no UFC. Condit mais tarde teve que sair de uma luta marcada no UFC 108 contra Paul Daley devido a uma lesão na mão. 
Condit derrotou Rory MacDonald via KO no terceiro round do UFC 115. Embora MacDonald parecia levar a melhor nos dois primeiros rounds com notável eficácia e quedas, Condit mostrou sua cardio incrivel e voltou com uma postura mais agressiva no round final, terminando MacDonald com uma combinação de cotovelos e socos curtos. Condit encarou Dan Hardy em 16 de outubro de 2010 no UFC 120. No primeiro round, Condit conectou com um poderoso gancho de esquerda durante uma troca, e fez com que Hardy caísse. Condit, em seguida, desferiu dois socos em Hardy no chão antes de o árbitro parar a luta aos 4:27 do primeiro round. Esta vitória fez Condit o primeiro homem a derrotar Hardy por meio de KO e também lhe rendeu o prêmio de Nocaute da Noite. 
Condit era esperado para enfrentar Chris Lytle em 27 de fevereiro, de 2011, no UFC 127. No entanto, Condit foi forçado a se retirar da luta por uma lesão no joelho que sofreu durante o treinamento e acabou substituído pelo estreante Brian Ebersole. 
Condit encarou Dong Hyun Kim no dia 2 de julho de 2011, UFC 132. Condit venceu a luta por nocaute no primeiro round ganhando outro prêmio de Nocaute da Noite. Esta luta deu a Kim sua primeira derrota profissional no MMA.
Condit era esperado para enfrentar BJ Penn em 29 de outubro 2011 no UFC 137. No entanto, o presidente do UFC Dana White anunciou via conferência de imprensa que Condit não iria mais enfrentar Penn substituindo Nick Diaz, que não apareceu para quaisquer eventos relacionados com aparições de imprensa, numa luta contra o campeãoGeorges St. Pierre pelo Cinturão Meio Médio do UFC no mesmo evento. No entanto, foi anunciado que o St. Pierre estava fora da luta devido a uma lesão no joelho. Depois de se reunir com a administração e funcionários, Condit optou por não competir no UFC 137 e esperar por St. Pierre no início de 2012.
Após Diaz derrotar Penn no UFC 137, o UFC decidiu dar o title shot a Nick Diaz, no UFC 143. Condit era esperado para enfrentar Josh Koscheck no mesmo evento. No entanto, devido a uma lesão no joelho de St. Pierre, Condit enfrentou Diaz no evento, com o vencedor sendo premiado com o Cinturão Interino Meio Médio do UFC. Condit venceu Diaz por Decisão Unânime.
Condit optou por não defender o Cinturão Interino e esperou o campeão Georges St. Pierre se recuperar da lesão. Carlos enfim enfrentou St. Pierre pelo Título.

### Condit contra Georges St-Pierre
Condit finalmente enfrentou o campeão Georges St-Pierre numa luta que unificaria os cinturões. Num combate ocorrido no Canadá, GSP dominou a maior parte dos cinco rounds, mas quase foi nocauteado por um surpreendente chute alto de esquerda do “Natural Born Killer”. Admirado, GSP disse que Condit foi o adversário mais difícil que ele já enfrentou: "As pessoas falam sobre o título, mas eu dou o crédito a Carlos. Ele foi meu adversário mais duro. Por favor, palmas para Carlos Condit. A sensação do octógono, da luta e do público me fizeram falta. Eu senti falta de tudo. eu sei que Anderson Silva está aqui, mas eu só quero falar sobre Carlos Condit agora. Sobre a luta, eu não vi o chute de Condit vindo, eu vi um borrão e fui atingido. O que você não vê é o que é mais perigoso. Muito obrigado a todos pelo apoio. Eu lutei por vocês, que me deram a oportunidade de viver uma noite tão especial - disse St-Pierre, ainda no octógono.
A luta contra Georges St. Pierre foi premiada a luta da noite.

### Retomada em busca do titleshot
Condit era esperado para enfrentar Rory MacDonald em uma revanche. A luta aconteceria em 16 de março de 2013 no UFC 158. Porém uma lesão tirou MacDonald do evento, e seu substituto foi Johny Hendricks, que já lutaria no mesmo evento. 
O duelo correspondeu às expectativas e foi marcado por uma trocação franca entre os dois atletas americanos, pela potência do punho esquerdo de Hendricks e a resistência do queixo de Condit, que também esteve bem em pé e valorizou muito o duelo. Os três jurados deram vitória pelo placar de 29 a 28 a Hendricks, que voltou a desafiar o campeão St-Pierre pelo cinturão.
Após a derrota, Carlos admitiu em entrevista ao site "MMAjunkie" que precisa dar mais atenção ao wrestling.
"Eu preciso de tempo. Não necessariamente preciso de um tempo parado, mas nas duas últimas lutas o wrestling definitivamente fez a diferença. Preciso de algum tempo para focar nisso e ajustar o meu jogo".
A luta contra Johny Hendricks foi apontada como uma grande candidata a luta do ano de 2013, além de ter faturado o prêmio de luta da noite.
Condit fez a revanche contra Martin Kampmann em 28 de agosto de 2013 no UFC Fight Night: Condit vs. Kampmann II e deu o troco com uma vitória por nocaute técnico no quarto round. 
Após a luta, Condit revelou que quer uma revanche contra os únicos outros 2 lutadores que já o derrotaram no UFC: Johny Hendricks e Georges St. Pierre. "Eu tenho mais algumas lutas para fazer, talvez novas lutas contra Johny Hendricks ou Georges St-Pierre. Vamos ver o que acontece!"
Condit era esperado para enfrentar o lutador em acensão Matt Brown em 14 de dezembro de 2013 no UFC on Fox: Johnson vs. Benavidez II. Porém, Brown sofreu uma lesão na semana do evento, e Condit foi retirado do card.
Dias após Condit ser retirado do card do UFC on Fox: Johnson vs. Benavidez II, Tyron Woodley disse que gostaria de enfrentar Condit. Dana White disse que a luta não aconteceria, porém, dias após a luta contra Woodley foi anunciada para 15 de março de 2014 no UFC 171. Condit estava perdendo a luta, e após uma queda sentiu uma lesão no joelho, ele continuou na luta, mas momentos depois após levar um chute, Condit não pode continuar. Assim então perdendo por nocaute técnico.
Após mais de um ano fora do octagon, a volta de Condit foi contra o ex-desafiante Thiago Alves em 30 de Maio de 2015 no evento principal do UFC Fight Night: Condit vs. Alves. Após castigar muito o brasileiro, no intervalo entre o segundo e o terceiro round, quando os médicos constataram uma fratura em seu nariz e o impediram de voltar ao octógono. 

### Condit contra Robbie Lawler
Condit era esperado para enfrentar Robbie Lawler pelo Cinturão Meio Médio do UFC em 14 de Novembro de 2015 no UFC 193. No entanto, uma lesão tirou Lawler do evento, e a luta foi cancelada. A luta contra Lawler foi remarcada para o UFC 195 em 2 de Janeiro de 2016.
Em 2 de Janeiro de 2016 teve enfim o confronto entre Condit e o atual Campeão peso Meio-Médio do UFC Robbie Lawler no UFC 195. Lawler venceu por decisão dividida (48 x 47 2X,  47 x 48) em uma luta repleta de trocação, com cardio em dia e muito coração, ambos Lawler e Condit deram um espetáculo é levando o público ao delírio quando tanto Lawler quanto Condit aplicaram knockdown durante o combate e ao final da luta ambos se seguraram na grade do octagon, mostrando nítida exaustão após 5 rounds parelhos.
Condit enfrentou Demian Maia em 27 de agosto de 2016 no UFC on Fox: Maia vs. Condit em Vancouver, Canadá. Demian Maia venceu por finalização (mata-leão) no primeiro round (1:52). 

## Vida pessoal
O pai de Condit, Brian, foi o Chefe de Gabinete do ex-governador do Novo México e candidato democrata à presidência Bill Richardson. 
Condit se casou com sua namorada de longa data, Seager Marie McCullah, em dezembro de 2010. O casal recebeu seu primeiro filho em março de 2010, Owen.

## Campeonatos e realizações

### Artes Marciais Misturadas
- World Extreme Cagefighting
  - Campeão Welterweight do WEC (Uma vez, último)
  - Três defesas de título bem sucedidas
  - Luta da Noite (Uma vez)

- Ultimate Fighting Championship
  - Campeão Interino Peso Meio Médio do UFC (Uma vez)
  - Luta da Noite (cinco vezes)
  - Nocaute da Noite (Duas vezes)

- Rumble on the Rock
  - Rumble on the Rock Welterweight Tournament (Runner-up)

## Cartel no MMA
| Cartel no MMA       |             |             |
| 46 lutas            | 32 vitórias | 14 derrotas |
| Por nocaute         | 15          | 1           |
| Por finalização     | 13          | 6           |
| Por decisão         | 4           | 7           |
| Por desqualificação | 0           | 0           |

| Res.    | Cartel | Oponente           | Método                                     | Evento                                     | Data       | Round | Tempo | Local                         | Notas                                                                          |
| ------- | ------ | ------------------ | ------------------------------------------ | ------------------------------------------ | ---------- | ----- | ----- | ----------------------------- | ------------------------------------------------------------------------------ |
| Derrota | 32-14  | Max Griffin        | Decisão (unânime)                          | UFC 264: Poirier vs. McGregor 3            | 10/07/2021 | 3     | 5:00  | Las Vegas, Nevada             |                                                                                |
| Vitória | 32-13  | Matt Brown         | Decisão (unânime)                          | UFC on ABC: Holloway vs. Kattar            | 16/01/2021 | 3     | 5:00  | Abu Dhabi                     |                                                                                |
| Vitória | 31-13  | Court McGee        | Decisão (unânime)                          | UFC on ESPN: Holm vs. Aldana               | 03/10/2020 | 3     | 5:00  | Abu Dhabi                     |                                                                                |
| Derrota | 30-13  | Michael Chiesa     | Finalização (kimura)                       | UFC 232: Jones vs. Gustafsson II           | 29/12/2018 | 2     | 0:56  | Inglewood, California         |                                                                                |
| Derrota | 30-12  | Alex Oliveira      | Finalização (guilhotina)                   | UFC on Fox: Poirier vs. Gaethje            | 14/04/2018 | 2     | 3:17  | Glendale, Arizona             |                                                                                |
| Derrota | 30-11  | Neil Magny         | Decisão (unânime)                          | UFC 219: Cyborg vs. Holm                   | 30/12/2017 | 3     | 5:00  | Las Vegas, Nevada             |                                                                                |
| Derrota | 30-10  | Demian Maia        | Finalização (mata leão)                    | UFC on Fox: Maia vs. Condit                | 27/08/2016 | 1     | 1:52  | Vancouver, Colúmbia Britânica |                                                                                |
| Derrota | 30-9   | Robbie Lawler      | Decisão (dividida)                         | UFC 195: Lawler vs. Condit                 | 02/01/2016 | 5     | 5:00  | Las Vegas, Nevada             | Pelo Cinturão Meio Médio do UFC; Luta da Noite.                                |
| Vitória | 30-8   | Thiago Alves       | Nocaute Técnico (interrupção médica)       | UFC Fight Night: Condit vs. Alves          | 30/05/2015 | 2     | 5:00  | Goiânia                       |                                                                                |
| Derrota | 29-8   | Tyron Woodley      | Nocaute Técnico (lesão)                    | UFC 171: Hendricks vs. Lawler              | 15/03/2014 | 2     | 2:00  | Dallas, Texas                 |                                                                                |
| Vitória | 29-7   | Martin Kampmann    | Nocaute Técnico (socos e joelhadas)        | UFC Fight Night: Condit vs. Kampmann II    | 28/08/2013 | 4     | 0:54  | Indianapolis, Indiana         | Luta da Noite.                                                                 |
| Derrota | 28-7   | Johny Hendricks    | Decisão (unânime)                          | UFC 158: St. Pierre vs. Diaz               | 16/03/2013 | 3     | 5:00  | Montreal, Quebec              | Luta da Noite.                                                                 |
| Derrota | 28-6   | Georges St. Pierre | Decisão (unânime)                          | UFC 154: St. Pierre vs. Condit             | 17/11/2012 | 5     | 5:00  | Montreal, Quebec              | Pelo Cinturão Meio Médio do UFC; Luta da Noite.                                |
| Vitória | 28-5   | Nick Diaz          | Decisão (unânime)                          | UFC 143: Diaz vs. Condit                   | 04/02/2012 | 5     | 5:00  | Las Vegas, Nevada             | Ganhou Cinturão Meio Médio Interino do UFC; Diaz testou positivo para maconha. |
| Vitória | 27-5   | Dong Hyun Kim      | Nocaute Técnico (joelhada voadora e socos) | UFC 132: Cruz vs. Faber                    | 02/07/2011 | 1     | 2:58  | Las Vegas, Nevada             | Nocaute da Noite.                                                              |
| Vitória | 26-5   | Dan Hardy          | Nocaute (socos)                            | UFC 120: Bisping vs. Akiyama               | 16/10/2010 | 1     | 4:27  | Londres, Inglaterra           | Nocaute da Noite.                                                              |
| Vitória | 25-5   | Rory MacDonald     | Nocaute Técnico (cotoveladas e socos)      | UFC 115: Lidell vs. Franklin               | 12/06/2010 | 3     | 4:53  | Vancouver, British Columbia   | Luta da Noite.                                                                 |
| Vitória | 24-5   | Jake Ellenberger   | Decisão (dividida)                         | UFC Fight Night: Diaz vs. Guillard         | 16/09/2009 | 3     | 5:00  | Oklahoma City, Oklahoma       |                                                                                |
| Derrota | 23-5   | Martin Kampmann    | Decisão (dividida)                         | UFC Fight Night: Condit vs. Kampmann       | 01/04/2009 | 3     | 5:00  | Nashville, Tennessee          | Estreia no UFC.                                                                |
| Vitória | 23-4   | Hiromitsu Miura    | Nocaute Técnico (socos)                    | WEC 35: Condit vs. Miura                   | 03/08/2008 | 4     | 4:43  | Las Vegas, Nevada             | Defendeu o Cinturão Peso Meio Médio do WEC; Luta da Noite.                     |
| Vitória | 22-4   | Carlo Prater       | Finalização (guilhotina)                   | WEC 32: New Mexico                         | 13/02/2008 | 1     | 3:48  | Albuquerque, New Mexico       | Defendeu o Cinturão Peso Meio Médio do WEC.                                    |
| Vitória | 21-4   | Brock Larson       | Finalização (chave de braço)               | WEC 29: Condit vs. Larson                  | 05/08/2007 | 1     | 2:21  | Las Vegas, Nevada             | Defendeu o Cinturão Peso Meio Médio do WEC.                                    |
| Vitória | 20-4   | John Alessio       | Finalização (mata leão)                    | WEC 26: Condit vs. Alessio                 | 24/03/2007 | 2     | 4:59  | Las Vegas, Nevada             | Ganhou o Cinturão Peso Meio Médio do WEC.                                      |
| Vitória | 19-4   | Kyle Jensen        | Finalização (mata leão)                    | WEC 25: McCullough vs. Cope                | 20/01/2007 | 1     | 2:10  | Las Vegas, Nevada             | Estréia no WEC.                                                                |
| Vitória | 18-4   | Tatsunori Tanaka   | Nocaute (pisão)                            | Pancrase: Blow 9                           | 25/10/2006 | 1     | 2:13  | Tóquio                        |                                                                                |
| Vitória | 17-4   | Takuya Wada        | Finalização (kimura)                       | Pancrase: Blow 7                           | 16/09/2006 | 3     | 4:22  | Tóquio                        |                                                                                |
| Vitória | 16-4   | Koji Oishi         | Nocaute Técnico (interrupção médica)       | Pancrase: 2006 Neo-Blood Tournament Finals | 28/07/2006 | 3     | 1:01  | Tóquio                        |                                                                                |
| Derrota | 15-4   | Pat Healy          | Finalização (mata leão)                    | Extreme Wars 3: Bay Area Brawl             | 03/06/2006 | 3     | 2:53  | Oakland, California           |                                                                                |
| Derrota | 15-3   | Jake Shields       | Decisão (unânime)                          | Rumble on the Rock 9                       | 21/04/2006 | 3     | 5:00  | Honolulu, Hawaii              | Final do Torneio de Meio Médios do ROTR                                        |
| Vitória | 15-2   | Frank Trigg        | Finalização (triângulo)                    | Rumble on the Rock 9                       | 21/04/2006 | 1     | 1:22  | Honolulu, Hawaii              | Semifinal do Torneio de Meio Médios do ROTR                                    |
| Vitória | 14-2   | Renato Veríssimo   | Nocaute (joelhadas e socos)                | Rumble on the Rock 8                       | 20/01/2006 | 1     | 0:17  | Honolulu, Hawaii              | Quartas de Final do Torneio de Meio Médios do ROTR                             |
| Vitória | 13-2   | Ross Ebanez        | Nocaute (socos)                            | ROTR: Just Scrap                           | 05/11/2005 | 1     | 1:27  | Hilo, Havaí                   |                                                                                |
| Derrota | 12-2   | Satoru Kitaoka     | Finalização (chave de calcanhar)           | Pancrase: Spiral 8                         | 02/10/2005 | 1     | 3:57  | Yokohama                      |                                                                                |
| Vitória | 12-1   | Chilo Gonzalez     | Finalização (chave de braço)               | ROF 19: Showdown                           | 10/09/2005 | 1     | 1:06  | Castle Rock, Colorado         |                                                                                |
| Vitória | 11-1   | Masaki Tuchhi      | Nocaute (chute na cabeça)                  | PNRF: Demolition                           | 18/06/2005 | 1     | 4:35  | New Mexico                    |                                                                                |
| Vitória | 10-1   | Randy Hauer        | Nocaute (socos)                            | FightWorld 3                               | 27/11/2004 | 1     | 1:27  | Albuquerque, New Mexico       |                                                                                |
| Vitória | 9-1    | Will Bradford      | Nocaute Técnico (socos)                    | Independent Event                          | 13/11/2004 | 1     | 1:30  | New Mexico                    |                                                                                |
| Derrota | 8-1    | Carlo Prater       | Finalização (triângulo)                    | FightWorld 2                               | 11/09/2004 | 1     | 2:51  | Albuquerque, New Mexico       |                                                                                |
| Vitória | 8-0    | Brandon Melendez   | Finalização (triângulo)                    | ROF 12: Nemesis                            | 22/05/2004 | 1     | 0:50  | Castle Rock, Colorado         |                                                                                |
| Vitória | 7-0    | Jarvis Brennaman   | Finalização (chave de braço)               | KOTC 35: Acoma                             | 28/02/2004 | 1     | 0:34  | Acoma, New Mexico             |                                                                                |
| Vitória | 6-0    | Brad Gumm          | Nocaute Técnico (socos)                    | ROF 11: Bring it On                        | 10/01/2004 | 1     | 1:11  | Castle Rock, Colorado         |                                                                                |
| Vitória | 5-0    | David Lindemeyer   | Finalização (chave de braço)               | KOTC 26: Gladiator Challenge               | 03/08/2003 | 1     | 0:46  | Acoma, New Mexico             |                                                                                |
| Vitória | 4-0    | Tyrell McElroy     | Finalização (katagatame)                   | Triple Threat: Fight Night 1               | 06/04/2003 | 1     | 2:49  | Albuquerque, New Mexico       |                                                                                |
| Vitória | 3-0    | Anthony Zamora     | Nocaute Técnico (socos)                    | Independent Event                          | 15/03/2003 | 1     | 0:29  | Acoma, New Mexico             |                                                                                |
| Vitória | 2-0    | Tommy Gouge        | Finalização (chave de braço)               | Reality Fighting Championships 1           | 25/01/2003 | 1     | 0:45  | Oklahoma City, Oklahoma       |                                                                                |
| Vitória | 1-0    | Nick Roscorla      | Finalização (mata leão)                    | Aztec Challenge 1                          | 06/09/2002 | 1     | 0:52  | Juárez                        |                                                                                |